# Чёрный Ерик
Чёрный Ерик — хутор в Славянском районе Краснодарского края. Входит в состав Черноерковского сельского поселения.

## Название
Название хутора происходит от названия ерика — Чёрный, на котором расположился хутор. В ерике вода чистая и пригодна для питья, дно чёрное, покрыто илом, что создаёт иллюзию чёрной воды.

## История
Первые жители — черноморские казаки основали хутор как рыбачье селение в начале XIX века. Официальная дата образования хутора как административной единицы относится к 1865 году.

## Инфраструктура
В центре хутора находится памятник землякам, погибшим на фронтах Великой Отечественной войны 1941—1945 годах. На хуторском кладбище находится могила Корнева Николая Алексеевича, погибшего в 1943 году при освобождении хутора от немецко-фашистских захватчиков.
Хутор электрифицирован и газифицирован, имеется собственный водопровод. Дороги асфальтированы, или с твёрдым покрытием, грунтовые. На хуторе располагается рыбколхоз им. К. Маркса. Имеются: МБОУ СОШ № 51, сельский Дом культуры, библиотека, фельдшерско-акушерский пункт, отдел почтовой связи, сберкасса, два магазина смешанных товаров и магазин хозяйственных товаров. Расстояние до районного центра — 58 км.

### Улицы
- ул. Заречная
- ул. Мира
- ул. Победы

## Население
| 2002 | 2010 |
| ---- | ---- |
| 546  | ↘434 |